# Danilo Marcelino
Danilo Marcelino, né le 8 mars 1966 à Salvador, est joueur de tennis professionnel brésilien.

## Carrière
En double, il a atteint en 1989 la finale du Grand Prix Championship Series de Rome avec Mauro Menezes contre Jim Courier et Pete Sampras. Il a en outre participé à neuf demi-finales sur le circuit ATP. En Challenger, il totalise six titres : Knokke en 1986, Santos et Brasilia en 1988, Fortaleza en 1991, São Paulo en 1993 et Belo Horizonte en 1994.
En Grand Chelem, il se distingue particulièrement lors de l'US Open en 1990 puisqu'il parvient à éliminer les no 1 mondiaux, Rick Leach et Jim Pugh (7-6, 7-6) au premier tour, associé à Nelson Aerts.
En simple, il s'est imposé aux Challenger de Santos et Lins en 1988 et Caracas en 1993. Il n'a jamais joué de finales ATP mais a tout de même atteint à quatre reprises les demi-finales à Guaruja en 1988 et 1989, São Paulo en 1990 et à Brasilia en 1991.
Il a battu Juan Aguilera, 18e en 1990, Brad Gilbert et Derrick Rostagno tous deux 20e en 1991.
Il a été sélectionné dans l'équipe du Brésil de Coupe Davis en 1989 et 1990.

## Palmarès

### Finale en double messieurs
| No | Date       | Nom et lieu du tournoi | Catégorie           | Dotation  | Surface      | Vainqueurs               | Partenaire    | Score    |  |
| -- | ---------- | ---------------------- | ------------------- | --------- | ------------ | ------------------------ | ------------- | -------- |  |
| 1  | 15-05-1989 | Italian Open Rome      | Championship Series | 807 500 $ | Terre (ext.) | Jim Courier Pete Sampras | Mauro Menezes | 6-4, 6-3 |  |

## Parcours dans les tournois duGrand Chelem

### En simple
| Année | Open d'Australie | Open d'Australie | Internationaux de France | Internationaux de France | Wimbledon       | Wimbledon  | US Open | US Open |
| ----- | ---------------- | ---------------- | ------------------------ | ------------------------ | --------------- | ---------- | ------- | ------- |
| 1989  | 2e tour (1/32)   | M. Woodforde     | 1er tour (1/64)          | K. Nováček               | —               | —          | —       | —       |
| 1991  | —                | —                | —                        | —                        | 1er tour (1/64) | P. Sampras | —       | —       |
| 1992  | 1er tour (1/64)  | R. Rasheed       | —                        | —                        | —               | —          | —       | —       |

### En double
| Année | Open d'Australie              | Open d'Australie | Internationaux de France   | Internationaux de France | Wimbledon                 | Wimbledon                  | US Open                   | US Open                  |
| ----- | ----------------------------- | ---------------- | -------------------------- | ------------------------ | ------------------------- | -------------------------- | ------------------------- | ------------------------ |
| 1988  | —                             | —                | 1er tour (1/32) Ivan Kley  | J. Frana C. Miniussi     | 1er tour (1/32) R. Acuña  | S. Denton S. Stewart       | 2e tour (1/16) M. Menezes | A. Kohlberg R. Van't Hof |
| 1989  | 2e tour (1/16) G. Layendecker | K. Jones J. Rive | 1er tour (1/32) M. Menezes | J. Hlasek Eric Jelen     | 2e tour (1/16) M. Menezes | Darren Cahill M. Kratzmann | —                         | —                        |
| 1990  | —                             | —                | —                          | —                        | —                         | —                          | 1/8 de finale N. Aerts    | S. Bruguera T. Carbonell |
| 1991  | —                             | —                | —                          | —                        | —                         | —                          | 1er tour (1/32) D. Engel  | J. Fitzgerald A. Järryd  |

N.B. : le nom du ou de la partenaire se trouve sous le résultat ; le nom des ultimes adversaires se trouve à droite.